# Pehr Gustaf Boivie
Pehr Gustaf Boivie, född den 3 december 1780 i Österlövsta socken, död den 1 januari 1860 i Hedemora, var en svensk skolman.
Boivie blev lärare vid Gävle elementarskola 1817 och rektor där 1824. Åren 1830–1845 var han rektor vid Uppsala katedralskola. Boivie var motståndare till ämneslärarsystemet, som han ansåg ledde till överdrivna fordringar, och kämpade för en förändring av studentexamen vid universiteten. Flera av hans åsikter kom till uttryck i 1862 års examensstadga. Boivie utgav Försök till svensk språklära  (1820, 2:a upplagan 1834).